# Khmerrepubliek
De République Khmère of de Khmerrepubliek was de pro-Amerikaanse militair geleide republikeinse regering van Cambodja die formeel werd uitgeroepen op 9 oktober 1970. Politiek werd de Khmerrepubliek geleid door generaal Lon Nol en prins Sisowath Sirik Matak, die de macht overnamen in de staatsgreep van 18 maart 1970 tegen koning Norodom Sihanouk.

## Achtergrond
Een van de voornaamste oorzaken van de staatsgreep was het gedoogbeleid van prins Norodom Sihanouk wanneer het aankwam op Noord-Vietnamese activiteit binnenin het Cambodjaanse grondgebied, waarbij hij toeliet dat zwaarbewapende Vietnamese groepen de facto controle hadden over grote gebieden van het oosten van Cambodja. Nog een belangrijke factor was de hachelijke toestand van de Cambodjaanse economie, wat een indirect resultaat was van het beleid van Sihanouk om neutraliteit na te streven door virulent antiamerikanisme.
Door het afzetten van Sihanouk werd het bestaande Koninkrijk Cambodja een republiek, hoewel de troon al een aantal jaren officieel onbezet was sinds de dood van koning Norodom Suramarit. Het karakter van het nieuwe regime was rechts georiënteerd en nationalistisch; de belangrijkste verandering was echter het feit dat dit regime het einde inluidde van de geheime samenwerking tussen het Noord-Vietnamese regime en de Vietcong, en dat Cambodja zich voortaan op één lijn plaatste met Zuid-Vietnam in de aanhoudende Vietnamoorlog. De Khmerrepubliek werd tegengewerkt binnenin de Cambodjaanse grenzen door het Front Uni National du Kampuchea of FUNK, een relatief grote alliantie tussen Sihanouk, zijn aanhangers en de Communistische Partij van Kampuchea. Deze opstand zelf werd geleid door de CPNLAF, de Cambodian People's National Liberation Armed Forces: ze werden gesteund door zowel het Vietnamees volksleger als de Vietcong, die delen van Cambodja bezetten als aanvalsbasis voor hun aanhoudende oorlog met de Zuid-Vietnamezen.
Ondanks het sterk militaristische karakter van de Khmerrepubliek en de hoeveelheid van militaire en financiële hulp van de Verenigde Staten was het leger (de Force Armée Nationale Khmère of de Nationale Bewapende Strijdkrachten van Khmer) slecht getraind en niet in staat om zowel het volksleger als de Vietcong te verslaan. De republiek viel op 17 april 1975, toen de Cambodjaanse communisten Phnom Penh innamen.